# Robert Sandrock
Robert Sandrock (* 8. November 1897 in Erfurt; † 26. November 1956 ebenda) war ein deutscher Maler.

## Leben und Werk
Sandrock absolvierte eine Lehre als Retuscheur und Zeichner. Von 1919 bis 1921 besuchte er die Kunstgewerbeschule Erfurt und anschließend bis 1926 bei Alexander Olbricht und Walther Klemm die Hochschule für bildende Kunst in Weimar. Er ging dann nach Wien und arbeitete ab 1928 als freischaffender Künstler in Erfurt. Neben freien Arbeiten betätigte er sich auch als Kirchenmaler.
In der Zeit des Nationalsozialismus war er Mitglied der Reichskammer der bildenden Künste. Er hatte aber wohl kaum Ausstellungen.
Sandrock nahm als Soldat der Wehrmacht am Zweiten Weltkrieg teil. Nach der Entlassung aus der Kriegsgefangenschaft war Sandrock aktiv am kulturellen Neuaufbau in Erfurt beteiligt. Er war Mitglied der Gewerkschaft 17 (Kunst und Schrifttum) im FDGB. 1947 gehörte er zur Jury und zum Arbeitsausschuss der 1. Landesausstellung Thüringer Künstler.
Bilder Sandrocks befinden sich u. a. im Angermuseum Erfurt.

## Werke (Auswahl)
- Blick auf die Drei Gleichen (1942, Öl, ca. 60 × 80 cm)[2]
- Blühender Rittersporn vor weiter Landschaft (1944, Öl, 97 × 70 cm)[3]
- Schienenleger (Eitempera; 1949 auf der Ausstellung „Mensch und Arbeit“)[4]
- Kind mit Spielzeug (1952, Eitempera, gewachst)[5][6]
- Verblühte Disteln (1952, Eitempera, gewachst)[7][6]

## Ausstellungen

### Postume Einzelausstellung
- 1957: Erfurt, Angermuseum

### Ausstellungsbeteiligungen
- 1942: Erfurt, Erfurter Kunstverein (mit Rudolf Matthis)
- 1945: Erfurt, Thüringenhalle („Künstler der Gegenwart“)
- 1946: Erfurt, Angermuseum („Werden und Vergehen – Erfurter Künstler stellen aus“)
- 1947: Erfurt, Thüringenhalle („1. Landesausstellung Thüringer Künstler“)[8]
- 1947: Erfurt, Angermuseum („Erfurter Künstler vom 18. Jahrhundert bis zur Gegenwart. Erfurter Maler aus drei Jahrhunderten“)
- 1948: Erfurt, Angermuseum („Thüringer Künstler stellen aus“)
- 1948: Erfurt, Angermuseum („Jahresschau der Erfurter Künstler“)
- 1948: Erfurt, Anger-Museum („Erfurter Künstler“)
- 1949: Berlin, Berliner Stadtkontor („Mensch und Arbeit“)